# Draci (Středozem)

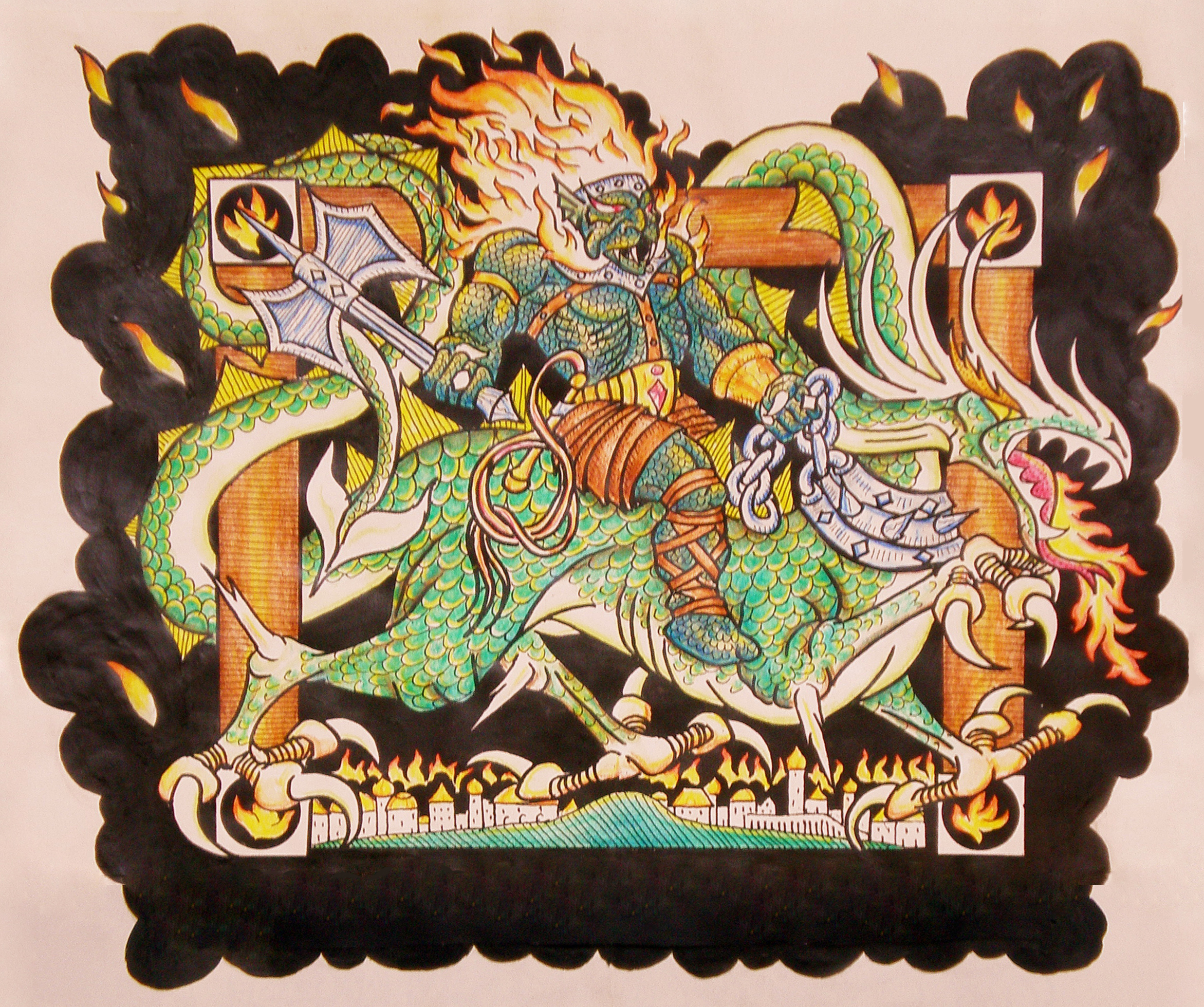
Obrázek draka za světa Pána prstenů.

Draci jsou jednou z ras objevující se ve fiktivním světě J.R.R. Tolkiena. V prvním věku sloužili temnému pánu Morgothovi. Nejznámějším drakem ve třetím věku se stal Šmak, který vyplenil Osamělou horu. Draci se objevují v Tolkienových knihách Hobit aneb cesta tam a zase zpátky, Silmarillion, Húrinovy děti a Pán prstenů.

## Vzhled a charakteristika
Draci z Tolkienova světa jsou rozděleni na dva druhy. Velké hady, kteří nemají křídla a jsou nuceni se plazit, a na okřídlené, létající draky. Oba tyto druhy se dělili buď na ledové nebo ohnivé draky, tzv. Urulóki, kteří uměli chrlit oheň. Draci mají v dospělosti většinu těla (kromě břicha) chráněnu tvrdým, neproniknutelným pancířem, což je v boji proti obyčejným zbraním dělalo takřka nepřemožitelnými. Dračí krev je černá, a je to smrtelný jed. Draci mají velice dobrý zrak, sluch i čich, podle něhož jsou schopni rozpoznat skoro všechny živé bytosti na světě. Jsou velmi lstiví, vychytralí a libují si v hádankách. Mocnou zbraní draků je jejich hypnotizující pohled, kterým dokázali velmi snadno oklamat své nepřátele.

## Známí draci

### Glaurung
Glaurung, zvaný Otec draků nebo též Velký had, byl vůbec prvním drakem, kterého v temnotě své pevnosti Angband vypěstoval temný pán Morgoth. Glaurung byl jedním z plemene nelétavých ohnivých draků. Poprvé jej elfové spatřili někdy kolem roku 260 prvního věku. Tehdy mladého Glaurunga, který ještě nedorostl ani poloviny své možné délky a nebyl po celém těle chráněn pancířem, zahnal na útěk statečný Fingon se svými jízdními lukostřelci. V plné síle se Glaurung objevil až v roce 455, kdy vedl Morgothův drtivý útok a rozprášil Noldor v bitvě náhlého plamene. Drak tehdy zaútočil na východní marky Fëanorových synů a donutil je uprchnout z jejich domovů. V následující bitvě, Bitvě nespočetných slz v roce 472, pomohl svým příchodem do bitevní vřavy zvrátit úspěch na Morgothovu stranu. V bitvě jej před smrtí těžce ranil trpasličí král Azaghâl, který drakovi z posledních sil vrazil dýku do břicha. Glaurung po svém zotavení vedl Morgothovy služebníky do války s Nargothrondem. Nargothrondští byli poraženi v bitvě na Tumhaladu a jejich město bylo vypleněno. Glaurunga se nakonec podařilo zabít prokletému Túrinovi, který vrazil do drakova břicha svůj meč.

### Ancalagon Černý
Ancalagon Černý, pocházející z plemene okřídlených draků, byl největším žijícím drakem Středozemě. Morgoth jej spolu s dalšími létajícími ještěry vypěstoval na konci prvního věku. Okřídlení draci v čele s Ancalagonem byli elfy a lidmi poprvé spatřeni na konci války hněvu, kdy temný pán vypustil z Angbandu proti vojskům Valinoru své poslední síly. Ancalagon tehdy svedl vzdušný souboj s Eärendilem a Manwëho orly. Eärendil obrovského draka zabil a Ancalagonovo bezvládné tělo se zřítilo na Thangorodrim, které se pod tíhou drakova těla zbortily.

### Scatha
Drak Scatha pobýval podobně jako zbytek přeživších draků v třetím věku v pustině za Šedými horami. Dlouhý, nelétavý ještěr Scatha proslul pleněním trpasličích sídlišť v Ered Mithrin. Byl zabit náčelníkem Éothédu Framem. O poklad nashromážděný Scathou se po drakově smrti rozhořel spor mezi lidem Éothédu a trpaslíky, kteří žádali po lidech vrácení svého pokladu. Místo zlata poslal Fram trpaslíkům náhrdelník vyrobený ze Scathových zubů se slovy: „Takovéhle drahokamy ve svých pokladnicích nenajdete, protože se těžko dobývají.“ Náčelník byl za tuto urážku trpaslíky zabit.

### Šmak Zlatý
Šmak byl největším a nejobávanějším drakem třetího věku. Tento ohnivý, létající drak pocházel ze severu a proslul vypleněním trpasličího království v Ereboru a lidského města Dolu v roce 2770. Po masakru, z něhož se mimo jiné podařilo uprchnout i mladému Thorinu Pavézovi, se Šmak usadil v Osamělé hoře, kde na hromadě trpasličího pokladu spal 171 let. Ze spánku draka probudila až výprava Thorina Pavézy, který chtěl obnovit království svých otců. Šmak po rozhovoru s Bilbo Pytlíkem usoudil, že výprava musela na cestě k Hoře projít Jezerním městem. Rozhodl se proto Jezerní město Esgaroth za pomoc Thorinovým společníkům potrestat. V noci Šmak opustil své doupě v Ereboru a napadnul nic netušící Esgaroth. Obyvatelé Jezerního města se drakovu útoku statečně bránili a Bardu Lučištníkovi se střelou do břicha podařilo Šmaka usmrtit. Padající drak rozmetal hořící město na kusy a jeho tělo zmizelo pod hladinou jezera.